# Schweizertag
Der Schweizertag oder Schweizer Feiertag ist ein alljährlich im Sommer begangenes Fest in Stockach im Landkreis Konstanz im Süden Baden-Württembergs. Der Schweizertag geht zurück auf den Schweizerkrieg bzw. Schwabenkrieg von 1499. Damals wurde Stockach erfolglos von den Schweizern belagert, was mit dem Fest gefeiert wird.